# Home Nations Championship 1908
Home Nations Championship 1908 – dwudziesta szósta edycja Home Nations Championship, mistrzostw Wysp Brytyjskich w rugby union, rozegrana pomiędzy 18 stycznia a 21 marca 1908 roku. W turnieju zwyciężyła Walia, która pokonała wszystkich rywali i tym samym zdobyła Triple Crown.
Mimo iż francuska reprezentacja nie brała udziału w turnieju, Walijczycy rozegrali z nią mecz w marcu 1908 roku, a zwycięstwo dało im pierwszego w historii Wielkiego Szlema.
Zgodnie z ówczesnymi zasadami punktowania dropgol był warty cztery punkty, podwyższenie dwa, natomiast przyłożenie i pozostałe kopy trzy punkty.

## Mecze
| 18 stycznia 1908 | Anglia                                                                   | 18:28(8:15) | Walia                                                                     | Ashton Gate, Bristol Widzów: 25 000 Sędzia: J. Tulloch |
| 18 stycznia 1908 | Birkett 6 (2P) Lapage 3 (P) Williamson 3 (P) Roberts 2 (pd) Wood 4 (2pd) | 18:28(8:15) | Bush 9 (P, pd, dg) Gabe 6 (2P) Gibbs 3 (P) Trew 3 (P) Winfield 7 (2pd, K) | Ashton Gate, Bristol Widzów: 25 000 Sędzia: J. Tulloch |

| 1 lutego 1908 | Walia                     | 6:5(3:5) | Szkocja                    | St. Helens Ground, Swansea Sędzia: W. Williams |
| 1 lutego 1908 | Trew 3 (P) Williams 3 (P) | 6:5(3:5) | Purves 3 (P) Geddes 2 (pd) | St. Helens Ground, Swansea Sędzia: W. Williams |

| 8 lutego 1908 | Anglia                                      | 13:3(3:0) | Irlandia    | Athletic Ground, Richmond Sędzia: T. Schofield |
| 8 lutego 1908 | Hudson 6 (2P) Williamson 3 (P) Wood 4 (2pd) | 13:3(3:0) | Parke 3 (K) | Athletic Ground, Richmond Sędzia: T. Schofield |

| 29 lutego 1908 | Irlandia                                                              | 16:11(13:3) | Szkocja                           | Lansdowne Road, Dublin Sędzia: W. Williams |
| 29 lutego 1908 | Beckett 3 (P) Thompson 3 (P) Thrift 6 (2P) Hinton 2 (pd) Parke 2 (pd) | 16:11(13:3) | Macleod 8 (P, pd, K) Martin 3 (P) | Lansdowne Road, Dublin Sędzia: W. Williams |

| 14 marca 1908 | Irlandia                 | 5:11(5:5) | Walia                                       | Balmoral Showgrounds, Belfast Widzów: 15 000 Sędzia: John Dallas |
| 14 marca 1908 | Aston 3 (P) Parke 2 (pd) | 5:11(5:5) | Gibbs 3 (P) Williams 6 (2P) Winfield 2 (pd) | Balmoral Showgrounds, Belfast Widzów: 15 000 Sędzia: John Dallas |

| 21 marca 1908 | Szkocja                                                   | 16:10(7:10) | Anglia                                      | Inverleith, Edynburg Widzów: 20 000 Sędzia: Harry Corley |
| 21 marca 1908 | Macleod 6 (2P) Geddes 2 (pd) Purves 4 (dg) Schulze 4 (dg) | 16:10(7:10) | Birkett 3 (P) Slocock 3 (P) Lambert 4 (2pd) | Inverleith, Edynburg Widzów: 20 000 Sędzia: Harry Corley |

## Inne nagrody
- Triple Crown –  Walia (po pokonaniu wszystkich rywali)
- Calcutta Cup –  Szkocja (po zwycięstwie nad Anglią)